# 안면 보호대

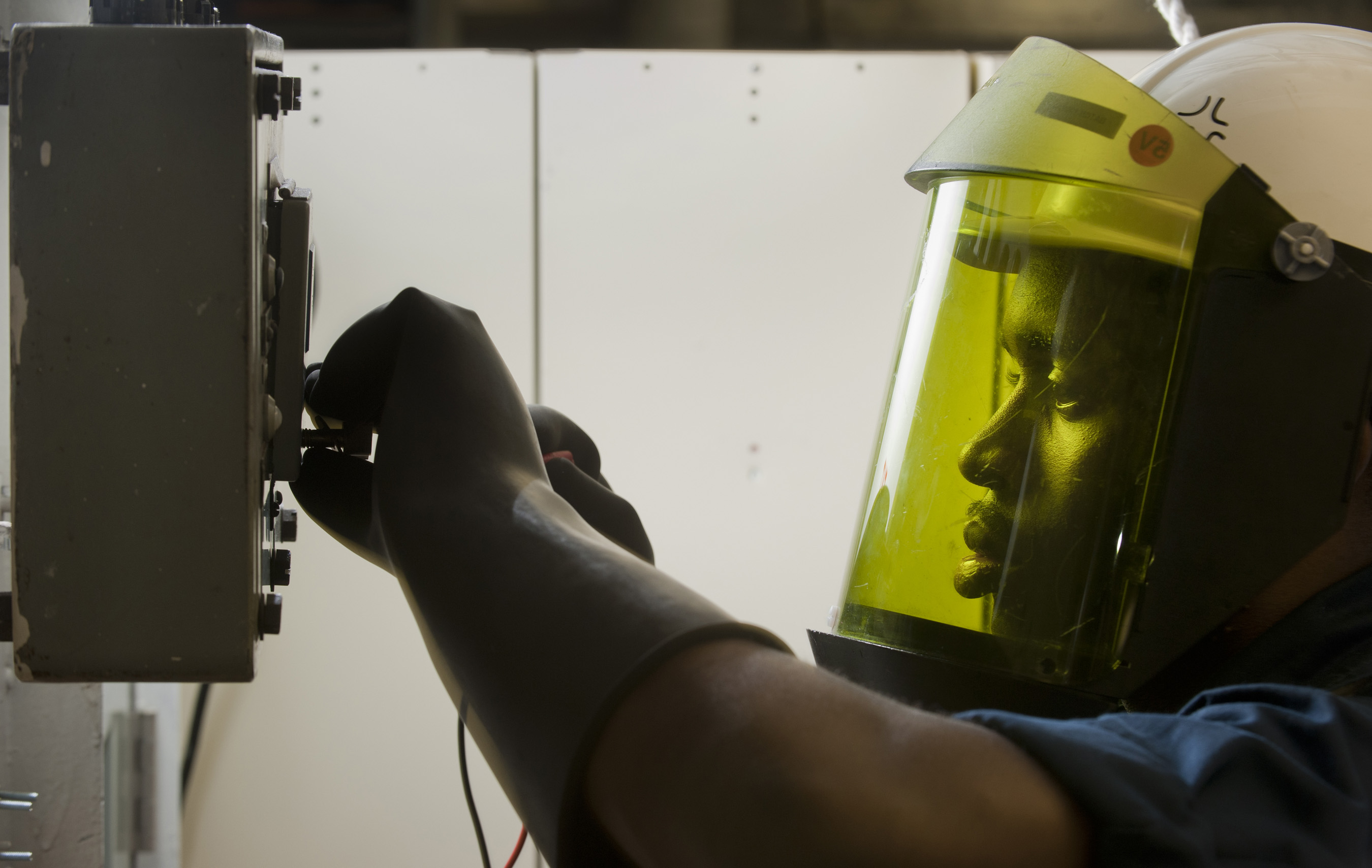
조명 패널의 불량 퓨즈를 확인하는 동안 안면 보호대를 착용한 미국 해군 전기 기술자의 동료

안면 보호대, 얼굴 가리개, 보안면, 페이스 실드(face shield)는 개인 보호 장비(PPE) 품목의 하나로, 날아다니는 물체, 도로 잔해, 화학 물질(실험실 또는 산업 분야에서) 또는 감염(의료 및 실험실 환경에서) 가능성이 있는 위험으로부터 착용자의 얼굴 전체(또는 그 일부)를 보호하는 것을 목표로 한다. 사용되는 유형에 따라 안면 보호대는 물리적 위험, 화학 물질 또는 생물학적 위험으로부터 착용자를 보호할 수 있다.

## 같이 보기
- 헬멧
- 윈드실드
- 코로나19 범유행 중 마스크